# Воробьёво (Башкортостан)
Воробьёво (баш. Воробьев) — деревня в Краснокамском районе Республики Башкортостан Российской Федерации. Входит в состав Музяковского сельсовета.

## География

### Географическое положение
Расстояние до:
- районного центра (Николо-Берёзовка): 9 км,
- центра сельсовета (Музяк): 16 км.

## Население
| 2002 | 2009 | 2010 |
| ---- | ---- | ---- |
| 130  | ↗192 | ↗214 |

Национальный состав
Согласно переписи 2002 года, преобладающая национальность — русские (68 %).